# Sopot Hit Festiwal 2008
Sopot Hit Festiwal 2008 – I edycja widowiska muzycznego Sopot Hit Festiwal, który odbył się w dniach 8-9 sierpnia 2008 w sopockiej Operze Leśnej. W pierwszym dniu został wybrany Polski Hit Lata 2008 (Doda – „Nie daj się”), a w drugim Zagraniczny Hit Lata 2008 (Shaun Baker feat. MaLoY „Hey Hi Hello”). Festiwal transmitowany był na żywo przez stacje telewizyjne – TVP2, TVP Polonia oraz za pośrednictwem Radia Eska i Eska TV.

## Dzień 1 - Polski Hit Lata 2008

### Ćwierćfinał
| Lp. | Artysta                            | Utwór                         | Głosy  | Miejsce    |
| --- | ---------------------------------- | ----------------------------- | ------ | ---------- |
| 1   | Mezo & Paula                       | Obudź Się                     | 1,27%  | 11 miejsce |
| 2   | Kasia Nova                         | Broken Wings                  | 1,12%  | 12 miejsce |
| 3   | K.A.S.A.                           | Piękniejsza                   | 3,09%  | 6 miejsce  |
| 4   | Groovebusterz                      | Superlover                    | 3,02%  | 7 miejsce  |
| 5   | East Clubbers                      | Where Are You                 | 2,08%  | 10 miejsce |
| 6   | Sylwia Grzeszczak & Liber & Tabb   | Nowe Szanse                   | 2,87%  | 9 miejsce  |
| 7   | Anthony Moon                       | How Can I Love You            | 0,89%  | 13 miejsce |
| 8   | Ania Dąbrowska                     | Nigdy więcej nie tańcz ze mną | 2,96%  | 8 miejsce  |
| 9   | Doda                               | Nie daj się                   | 24,39% | 1 miejsce  |
| 10  | Sami                               | Znaczek                       | 0,45%  | 15 miejsce |
| 11  | Papa D                             | Bezimienni                    | 0,87%  | 14 miejsce |
| 12  | Kasia Cerekwicka                   | Nie ma nic                    | 5,97%  | 4 miejsce  |
| 13  | Ich Troje                          | We Play In Team               | 22,91% | 3 miejsce  |
| 14  | Rh+                                | Po prostu miłość              | 4,26%  | 5 miejsce  |
| 15  | Ewelina Flinta & Łukasz Zagrobelny | Nie kłam, że kochasz mnie     | 23,85% | 2 miejsce  |

### Półfinał
| Lp. | Artysta                            | Piosenka                  | Głosy | Miejsce   |
| --- | ---------------------------------- | ------------------------- | ----- | --------- |
| 9   | Doda                               | Nie daj się               | 34,5% | 2 miejsce |
| 13  | Ich Troje                          | We Play In Team           | 30,9% | 3 miejsce |
| 15  | Ewelina Flinta & Łukasz Zagrobelny | Nie Kłam, Że Kochasz Mnie | 34,6% | 1 miejsce |

### Finał
| Lp. | Artysta                            | Piosenka                  | Głosy | Miejsce   |
| --- | ---------------------------------- | ------------------------- | ----- | --------- |
| 9   | Doda                               | Nie daj się               | 45,1% | 1 miejsce |
| 13  | Ich Troje                          | We Play In Team           | 29,4% | 2 miejsce |
| 15  | Ewelina Flinta & Łukasz Zagrobelny | Nie Kłam, Że Kochasz Mnie | 25,5% | 3 miejsce |

### Goście specjalni
- Kate Ryan
- Monrose
- Arash

## Dzień 2 - Zagraniczny Hit Lata 2008

### Ćwierćfinał
| Lp. | Artysta                     | Piosenka                             | Głosy  | Miejsce    |
| --- | --------------------------- | ------------------------------------ | ------ | ---------- |
| 1   | Nikolina                    | Naked                                | 1,03%  | 13 miejsce |
| 2   | Basic Element               | Feelings                             | 1,93%  | 11 miejsce |
| 3   | Jay Delano feat. R. Kay     | Just Like Me                         | 3,11%  | 6 miejsce  |
| 4   | Marius Nedelcu feat. Giulia | Rain                                 | 2,13%  | 9 miejsce  |
| 5   | Beats & Styles              | Take It Back                         | 2,02%  | 10 miejsce |
| 6   | Charlotte Perrelli          | Hero                                 | 4,02%  | 5 miejsce  |
| 7   | Shaun Baker feat. MaLoY     | Hey Hi Hello                         | 31,1%  | 1 miejsce  |
| 8   | Gary B                      | Step Into The Sunshine               | 0,89%  | 14 miejsce |
| 9   | Kaye Styles feat. Akon      | Shawty                               | 3,01%  | 7 miejsce  |
| 10  | David Tavaré feat. 2 Evissa | Hot Summer Night                     | 11,36% | 4 miejsce  |
| 11  | Pachanga                    | Calienta                             | 1,54%  | 12 miejsce |
| 12  | Nexx                        | Syncronize Lips                      | 12,5%  | 3 miejsce  |
| 13  | HoneyHoney                  | Little Toy Gun                       | 2,52%  | 8 miejsce  |
| 14  | Alex C feat. Y-Ass          | Du Hast Den Schonsten Arsch Der Welt | 22,4%  | 2 miejsce  |
| 15  | Jenniffer Kae               | Little White Lies                    | 0,44%  | 15 miejsce |

### Półfinał
| Lp. | Artysta                 | Piosenka                             | Głosy | Miejsce   |
| --- | ----------------------- | ------------------------------------ | ----- | --------- |
| 7   | Shaun Baker feat. MaLoY | Hey Hi Hello                         | 43,7% | 1 miejsce |
| 12  | Nexx                    | Syncronize Lips                      | 21,6% | 3 miejsce |
| 14  | Alex C feat Y-Ass       | Du Hast Den Schonsten Arsch Der Welt | 34,7% | 2 miejsce |

### Finał
| Lp. | Artysta                 | Piosenka                             | Głosy | Miejsce   |
| --- | ----------------------- | ------------------------------------ | ----- | --------- |
| 7   | Shaun Baker feat. MaLoY | Hey Hi Hello                         | 55,2% | 1 miejsce |
| 12  | Nexx                    | Syncronize Lips                      | 15,1% | 3 miejsce |
| 14  | Alex C feat Y-Ass       | Du Hast Den Schonsten Arsch Der Welt | 29,7% | 2 miejsce |

### Goście specjalni
- Stachursky
- Patrycja Markowska
- Feel